# جوستين بيشوب
جوستين بيشوب (4 يناير 1982 في المملكة المتحدة - ) (بالإنجليزية: Justin Bishop)‏ هو لاعب كريكت بريطاني. لعب مع نادي مقاطعة ساسكس للكريكت ‏ وBritish Universities cricket team ‏ وDurham University Centre of Cricketing Excellence ‏ وSuffolk County Cricket Club ‏.

## وصلات خارجية
- جوستين بيشوب على موقع إي آس بي آن كريك إنفو (الإنجليزية)